# Hiroyuki Sanada
Hiroyuki Sanada, MBE (真田 広之, Sanada Hiroyuki, nascido Hiroyuki Shimosawa (下澤 廣之, Shimosawa Hiroyuki); Tóquio, 12 de outubro de 1960) é um ator japonês, conhecido no ocidente por seus trabalhos nos filmes O Último Samurai, Sunshine, Life e na série Xógum: A Gloriosa Saga do Japão, do FX, pelo qual venceu um Emmy e um Globo de Ouro. Começou muito cedo a fotografar para revistas e a estudar teatro na Himawari Drama Company, aos cinco anos.

## Vida e carreira
Nascido em Tóquio, Hiroyuki planejava, originalmente, ser ator de filmes de ação. Estudou no Shorinji Kempo e depois estudou o karatê kyokushin kaikan. Hiroyuki começou a treinar com o astro de ação e artes marciais Sonny Chiba, aos onze anos, em sua academia em Tóquio, onde se destacou nas lutas e se tornou o protegido e favorito de Chiba.
As artes marciais e a atuação acabaram introduzindo-o a Michelle Yeoh, com quem posteriormente estrelou o filme de Danny Boyle, Sunshine. É também amigo de longa data de Jackie Chan, apesar de não terem atuado juntos até Rush Hour 3, em 2007.
Hiroyuki se estabeleceu como um ator versátil. Foi notado como um ator sério no filme Mahjong Hourouki, dirigido por Makoto Wada, atuando desde então em todos os filmes de Wada, trabalhos carregados de um tom nostálgico por filmes clássicos e humorístico.
Em 1999 e 2000, ele atuou junto da Royal Shakespeare Company (RSC) em sua produção Rei Lear, o que o fez receber um prêmio honorário da Ordem do Império Britânico (MBE) em 2002. Muitos meios de comunicação relataram, erroneamente, que ele recebeu o prêmio por ter sido o primeiro ator japonês a atuar junto da Royal Shakespeare Company, o que é incorreto. O primeiro ator japonês foi Togo Igawa, em 1985, que se juntou à (RSC) em 1986. Hiroyuki recebeu o prêmio por "sua contribuição em difundir a cultura britânica no japão por sua performance em uma produção shakespeariana".
Alguns dos filmes mais famosos estão Tasogare Seibei (O Samurai do Entardecer no Brasil e A Sombra do Samurai em Portugal) de 2002, Ringu (Ring: O Chamado e Ring: A Maldição em Portugal) de 2002 e O Último Samurai com Tom Cruise. Hiroyuki também interpretou Matsuda, com Ralph Fiennes, no filme The White Countess (A Condessa Branca no Brasil e A Condessa Russa em Portugal). Interpretou o irmão de Jackie Chan em Rush Hour 3 e o capitão Kaneda em Sunshine. Em março de 2011, atuou no filme de Keanu Reeves, 47 Ronin, a primeira adaptação para língua inglesa da lenda Chushingura, a mais famosa lenda japonesa sobre lealdade e vingança dos samurais.
Foram várias as suas participações em séries de televisão estadunidenses, como Lost em 2010, durante a sexta e última temporada, interpretando Dogen, membro dos Outros. Em 2014 e 2015 interpretou o doutor Hiroshi Hataki na série de televisão Helix e em Extant interpretou Hideki Yasumoto, CEO da Yasumoto Corporation.
Em 2024 aceitou o trabalho para desempenhar o papel de Yoshi Toranaga, personagem fictício que faz referência a figura histórica de Tokugawa Ieyasu, líder militar do Japão Feudal na Série Televisiva da FX - Xógum - A Gloriosa Saga do Japão.

## Filmografia

### Filmes
| Ano  | Título | Papel                     | Direção                      | Notas                     | Ref.   |
| ---- | --- | ------------------------- | ---------------------------- | ------------------------- | ------ |
| 1966 | Rokyoku Homori Uta (Game of Chance)                                                                              | Kenichi Endō              | Ryūichi Takamori             |                           |        |
| 1967 | Zoku Rokyoku Komori Uta (Game of Chance 2)                                                                       | Kenichi Endō              | Ryūichi Takamori             |                           |        |
| 1967 | Shusse Komori Uta (Game of Chance 3: Lullaby for My Son)                                                         | Kenichi Endō              | Ryūichi Takamori             |                           |        |
| 1969 | Shin Abashiri Bangaichi: Saihate no Nagare-Mono (New Prison Walls of Abashiri: The Vagrant Comes to a Port Town) | Shōichi                   | Kiyoshi Saeki                |                           |        |
| 1970 | Yukyo-Retsuden (Legacy of Honor)                                                                                 | Ichiro Kawamata           | Shigehiro Ozawa              |                           | [ 9 ]  |
| 1970 | Shōwa Zankyō-Den: Shinde Moraimasu (Brutal Tales of Chivalry 7: Hell Is a Man's Destiny)                         | Yasuo Hanada              | Masahiro Makino              |                           |        |
| 1974 | Chokugeki! Jigoku-ken (The Executioner)                                                                          | Ryūichi Kōga              | Teruo Ishii                  |                           |        |
| 1978 | Yagyū Ichizoku no Inbō (A Conspiração do Clã Yagyu)                                                              | Hayate                    | Kinji Fukasaku               |                           |        |
| 1978 | Uchū Kara no Messeji (Mensagem do Espaço)                                                                        | Shirō Hongō               | Kinji Fukasaku               |                           |        |
| 1979 | Sanada Yukimura no Bōryaku (The Shoguns Assassins)                                                               | Monge Miyoshi Isa         | Sadao Nakajima               |                           |        |
| 1979 | Sengoku Jieitai (Comando Samurai)                                                                                | Takeda Katsuyori          | Kōsei Saitō                  |                           |        |
| 1979 | Tonda Kappuru (The Terrible Couple)                                                                              | Hoshida                   | Shinji Sōmai                 |                           |        |
| 1979 | Ninja Bugeichō Momochi Sandayū (O Segredo de Ninja)                                                              | Takamaru Momochi          | Norifumi Suzuki              |                           |        |
| 1981 | Makai Tenshō (Portal do Inferno)                                                                                 | Iga no Kirimaru           | Kinji Fukasaku               |                           |        |
| 1981 | Hoero! Tekken (Roaring Fire)                                                                                     | Jōji Hibiki/Tōru Hinohara | Norifumi Suzuki              |                           |        |
| 1981 | Bōkensha Kamikaze (Kamikaze, the Adventurer)                                                                     | Akira Hoshino             | Ryūichi Takamori             |                           |        |
| 1981 | Moeru Yusha (Jornada Perigosa)                                                                                   | Joe                       | Toru Dobashi                 |                           |        |
| 1982 | Dōtonborigawa (Lovers Lost)                                                                                      | Kunihiko Yasuoka          | Kinji Fukasaku               |                           |        |
| 1982 | Long Zhi Ren Zhe (Ninja in the Dragon's Den                                                                      | Genbu                     | Corey Yuen                   | Filme de Hong Kong        |        |
| 1982 | Kamata Kōshinkyoku (Fall Guy)                                                                                    | "Ator"                    | Kinji Fukasaku               |                           |        |
| 1982 | Iga Ninpōchō (Ninja Wars/A Guerra dos Ninjas)                                                                    | Jōtarō                    | Kōsei Saitō                  |                           |        |
| 1983 | Iga-no Kabamaru (Kabamaru the Ninja)                                                                             | Shizune Mejiro            | Norifumi Suzuki              |                           |        |
| 1983 | Satomi Hakken-den (A Lenda dos Oito Samurais)                                                                    | Shinbei Inue              | Kinji Fukasaku               |                           |        |
| 1984 | Irodori-gawa (The Street of Desire)                                                                              | Jōji Tanaka               | Haruhiko Mimura              |                           |        |
| 1984 | Kōtarō Makaritōru! (Kotaro, an Audacious Karate Boy)                                                             | Tatsuya Yoshioka          | Norifumi Suzuki              |                           |        |
| 1984 | Mahjong Hōrōki                                                                                                   | Tetsu Bōya                | Makoto Wada                  |                           |        |
| 1985 | Kamui no Ken (A Espada de Kamui)                                                                                 | Jiro                      | Rintaro                      | Dublagem                  |        |
| 1986 | Kataku no Hito (House on Fire)                                                                                   | Chūya Nakahara            | Kinji Fukasaku               |                           |        |
| 1986 | Inuji ni Seshi Mono                                                                                              | Shigesa                   | Kazuyuki Izutsu              |                           |        |
| 1986 | Kyabare (Cabaret)                                                                                                | Tanokura                  | Haruki Kadokawa              |                           |        |
| 1986 | Wong Ga Jin Si (Missão Vingança)                                                                                 | Kenji "Peter" Yamamoto    | David Chung                  | Filme de Hong Kong        |        |
| 1987 | Hissatsu 4: Urami Harashimasu (Sure Death 4: Revenge)                                                            | Ukyōnosuke Okuda          | Kinji Fukasaku               |                           |        |
| 1988 | Kaitō Ruby (Mysterious Thief Ruby)                                                                               | Tōru Hayashi              | Makoto Wada                  |                           |        |
| 1989 | Docchi ni Suruno (Who Do I Choose?/Why Do I Choose?)                                                             | Jun Yamamoto              | Shusuke Kaneko               |                           |        |
| 1990 | Rimeinzu: Utsukushiki Yuusha-Tachi (Yellow Fangs)                                                                | Eiji                      | Sonny Chiba                  |                           |        |
| 1990 | Byōin e Ikō (Let's Go to the Hospital)                                                                           | Kōhei Shintani            | Yōjirō Takita                |                           |        |
| 1990 | Tugumi | Kyōichi                   | Jun Ichikawa                 |                           | [ 10 ] |
| 1992 | Keishō Sakazuki (Succession)                                                                                     | Masakazu Yoshinari        | Kazuki Ōmori                 |                           |        |
| 1992 | Yamai wa Kikara: Byōin e Ikō 2 (Let's Go to the Hospital 2)                                                      | Ichirō Katakura           | Yōjirō Takita                |                           |        |
| 1993 | Bokura wa Minna Ikiteiru (We Are Not Alone)                                                                      | Keiichi Takahashi         | Yōjirō Takita                |                           |        |
| 1993 | Nemuranai Machi: Shinjuku Same (The City That Never Sleeps: Shinjuku Shark)                                      | Takashi Samejima          | Yōjirō Takita                |                           |        |
| 1994 | Kowagaru Hitobito (Uneasy Encounters)                                                                            | Man                       | Makoto Wada                  |                           |        |
| 1994 | Hero Interview                                                                                                   | Jinta Todoroki            | Michio Mitsuno               |                           |        |
| 1994 | Chūshingura Gaiden: Yotsuya Kaidan (Os 47 Ronins e o Fantasma de Yotsuya)                                        | Takuminokami Asano        | Kinji Fukasaku               |                           |        |
| 1994 | 119 | Membro da sede            | Naoto Takenaka               |                           |        |
| 1995 | Sharaku | Tonbo                     | Masahiro Shinoda             |                           |        |
| 1995 | East Meets West                                                                                                  | Kenkichi Kamijō           | Kihachi Okamoto              |                           |        |
| 1995 | Kinkyu Yobidashi: Emajenshi Kōru (Emergency Call)                                                                | Hideyuki Harada           | Kazuki Ōmori                 | Filme japonês-filipino    |        |
| 1998 | Ringu (Ring - O Chamado)                                                                                         | Ryūji Takayama            | Hideo Nakata                 |                           |        |
| 1998 | Rasen (Spiral)                                                                                                   | Ryūji Takayama            | George Iida                  |                           |        |
| 1998 | D-Zaka no Satsujin Jiken (Murder on D Street)                                                                    | Seiichirō Fukiya          | Akio Jissoji                 |                           |        |
| 1998 | Tadon to Chikuwa (Tadon and Chikuwa)                                                                             | Asami                     | Jun Ichikawa                 |                           |        |
| 1999 | Ringu 2 (Ring 2: O Chamado)                                                                                      | Ryūji Takayama            | Hideo Nakata                 |                           |        |
| 2000 | Hatsukoi (Primeiro Amor)                                                                                         | Shinichirō Fujiki         | Tetsuo Shinohara             |                           |        |
| 2001 | Minna no Ie (All About Our House)                                                                                | Bartender                 | Kōki Mitani                  |                           |        |
| 2001 | Mayonaka Made (Round About Midnight)                                                                             | Kōji Moriyama             | Makoto Wada                  |                           |        |
| 2001 | Onmyōji (陰陽師)                                                                                                 | Dōson                     | Yōjirō Takita (滝田洋二郎)   |                           |        |
| 2002 | Vengeance for Sale (助太刀屋助六)                                                                                | Sukeroku Sukedachiya      | Kihachi Okamoto (岡本喜八)   |                           |        |
| 2002 | The Twilight Samurai (たそがれ清兵衛)                                                                            | Seibei Iguchi             | Yoji Yamada (山田洋次)       |                           |        |
| 2003 | The Last Samurai                                                                                                 | Ujio                      | Edward Zwick                 | American-New Zealand film |        |
| 2005 | Aegis (亡国のイージス)                                                                                           | Hisashi Sengoku           | Junji Sakamoto (阪本順治)    |                           |        |
| 2005 | The White Countess                                                                                               | Matsuda                   | James Ivory                  | British-American film     |        |
| 2005 | The Promise (無極)                                                                                               | General Guangming         | Chen Kaige (陳凱歌)          | Chinese film              |        |
| 2007 | Sunshine | Kaneda                    | Danny Boyle                  | American-British film     |        |
| 2007 | Rush Hour 3 | Kenji                     | Brett Ratner                 | American film             |        |
| 2008 | Speed Racer | Mr. Musha                 | The Wachowskis               | American film             |        |
| 2009 | The City of Your Final Destination                                                                               | Pete                      | James Ivory                  | American film             |        |
| 2012 | Tenchi: The Samurai Astronomer (天地明察)                                                                        | Narrator                  | Yōjirō Takita (滝田洋二郎)   |                           |        |
| 2013 | The Wolverine | Shingen Yashida           | James Mangold                | American-British film     |        |
| 2013 | The Railway Man                                                                                                  | Takashi Nagase            | Jonathan Teplitzky           | American film             |        |
| 2013 | 47 Ronin | Ōishi Yoshio              | Carl Rinsch                  | British-American film     |        |
| 2015 | Mr. Holmes | Tamiki Umezaki            | Bill Condon                  | American-British film     |        |
| 2015 | Minions | Dumo the Sumo             | Pierre Coffin and Kyle Balda | American film Voice       |        |
| 2017 | Life | Sho Murakami              | Daniel Espinosa              | American film             |        |
| 2018 | The Catcher Was a Spy                                                                                            | Kawabata                  | Ben Lewin                    | American film             |        |
| 2019 | Avengers: Endgame                                                                                                | Akihiko                   | Russo brothers               | American film             |        |
| 2020 | Minamata | Mitsuo Yamazaki           | Andrew Levitas               | American-British film     |        |
| 2021 | Mortal Kombat | Hanzo Hasashi / Scorpion  | Simon McQuoid                | American film             |        |
| 2021 | Army of the Dead                                                                                                 | Bly Tanaka                | Zack Snyder                  | American film             |        |
| 2022 | Bullet Train | The Elder                 | David Leitch                 | American film             |        |
| 2023 | John Wick: Chapter 4                                                                                             | Shimazu Koji              | Chad Stahelski               | American film             |        |
| 2025 | Mortal Kombat 2                                                                                                  | Hanzo Hasashi / Scorpion  | Simon McQuoid                | Post-production           |        |

### Televisão
| Ano  | Título (japonês/português)                                                 | Papel                 | Notas                  |
| ---- | -------------------------------------------------------------------------- | --------------------- | ---------------------- |
| 1977 | J.A.K.Q. Dengekitai                                                        | Katsuya Nakayama      | Convidado (episódio 9) |
| 1978 | Yagyu Clan Conspiracy                                                      |                       |                        |
| 1978 | Abarenbo Shogun                                                            |                       |                        |
| 1978 | Seven Detectives                                                           |                       |                        |
| 1979 | Uchu Kara no Messeji: Ginga Taisen – (Message from Space: Galactic Battle) | Hayato Gen/Maboroshi  |                        |
| 1980 | Yagyu Abare Tabi                                                           |                       |                        |
| 1981 | Kage no Gundan II – (Shadow Warriors II)                                   |                       |                        |
| 1982 | Kage no Gundan III – (Shadow Warriors III)                                 |                       |                        |
| 1982 | Yagyu Jube Abare Tabi                                                      |                       |                        |
| 1984 | Sabarashiki Sakasu Yaro                                                    |                       |                        |
| 1984 | Chodenshi Bioman – (Super Electronic Bioman)                               |                       |                        |
| 1985 | Kage no Gundan IV – (Shadow Warriors IV)                                   |                       |                        |
| 1985 | And Then, War is Over                                                      |                       |                        |
| 1985 | Ninja Akakage                                                              |                       |                        |
| 1987 | Dokuganryu Masamune – (One-Eyed Dragon Masamune)                           | Matsudaira Tadateru   | Taiga drama            |
| 1987 | Sweet Memories                                                             |                       |                        |
| 1987 | Dokyusei wa 13 sai                                                         |                       |                        |
| 1987 | Ore to Aneki – (Me and Sister)                                             |                       |                        |
| 1988 | Tokugawa Ieyasu/Ieyasu Tokunaga                                            | Ishida Mitsunari      |                        |
| 1988 | NY Love Story                                                              |                       |                        |
| 1988 | I Love You So Much                                                         |                       |                        |
| 1989 | Sakamoto Ryoma                                                             | Sakamoto Ryōma        |                        |
| 1989 | Oda Nobunaga                                                               | Matsudaira Motoyasu   | Filme televisivo       |
| 1990 | Shingo Juban Shobu                                                         |                       |                        |
| 1991 | Taiheiki                                                                   | Ashikaga Takauji      | Taiga drama            |
| 1992 | Seiteki Mokushi Roku                                                       |                       |                        |
| 1992 | Shimizu Jirocho                                                            |                       |                        |
| 1993 | Koko Kyoshi – (High School Teacher)                                        | Takao Hamura          |                        |
| 1993 | Toyotomi Hideyoshi                                                         | Azai Nagamasa         |                        |
| 1994 | The Reason I Owed to Her                                                   |                       |                        |
| 1995 | Abe Ichizoku – (Abe Clan)                                                  |                       | Filme televisivo       |
| 1995 | Seiya no Kiseki – (Miracles in the Holy Night)                             |                       |                        |
| 1996 | Hideyoshi                                                                  | Ishida Mitsunari      | Taiga drama            |
| 1997 | Kon'na Koi no Hanashi – (The Story of Love)                                | Shuichiro Harashima   | Filme televisivo       |
| 1997 | Shin Hanshichi Torimonocho                                                 | Hanshichi             |                        |
| 1998 | Tabuloido - (Tabloid)                                                      | Toshihito Manabe      |                        |
| 1998 | Sono Otoko no Kyofu – (That Man's Fear)                                    |                       |                        |
| 1999 | Furuhata Ninzaburō                                                         |                       |                        |
| 1999 | Summer of Detectives                                                       |                       |                        |
| 1999 | Kujira o Mita hi                                                           |                       |                        |
| 2001 | Hikon Kazoku – (Unmarried Family)                                          | Yousuke Matoba        |                        |
| 2004 | Locked-in Shokogun – (Locked-in Syndrome)                                  |                       |                        |
| 2010 | Lost                                                                       | Dogen                 |                        |
| 2011 | Revenge                                                                    | Satoshi Takeda        |                        |
| 2014 | Helix                                                                      | Doutor Hiroshi Hatake |                        |
| 2014 | Extant                                                                     | Hideki Yasumoto       |                        |
| 2016 | The Last Ship                                                              | Takehaya              |                        |
| 2024 | Xógum - A gloriosa saga do Japão                                           | Yoshi Toranaga        |                        |

## Teatro
| Ano  | Título (japonês/português)   | Papel |
| ---- | ---------------------------- | ----- |
| 1981 | Yagyu Jubei Makai Tensho     |       |
| 1984 | Yukai na Kaizoku Daiboken    |       |
| 1985 | Tenshu Story                 |       |
| 1986 | Stuntman Story               |       |
| 1986 | Romeo and Juliet             |       |
| 1987 | Little Shop of Horrors       |       |
| 1988 | Big River                    |       |
| 1989 | Broadway Bound               |       |
| 1993 | Moonlit Club                 |       |
| 1994 | Paper Moon                   |       |
| 1998 | Hamlet                       |       |
| 1999 | King Lear                    |       |
| 2000 | Okepi! – (The Orchestra Pit) |       |